# Rue Coysevox (Paris)
Pour les articles homonymes, voir Rue Coysevox.
La rue Coysevox ([kwazəvo] ou [kwazvo]) est une voie du 18e arrondissement de Paris, en France. Se prononce "coiseveau". Elle porte le nom du sculpteur Antoine Coysevox.

## Situation et accès
La rue Coysevox est une voie publique située dans le 18e arrondissement de Paris. Elle débute au 6 bis, rue Étex et se termine au 235, rue Marcadet.

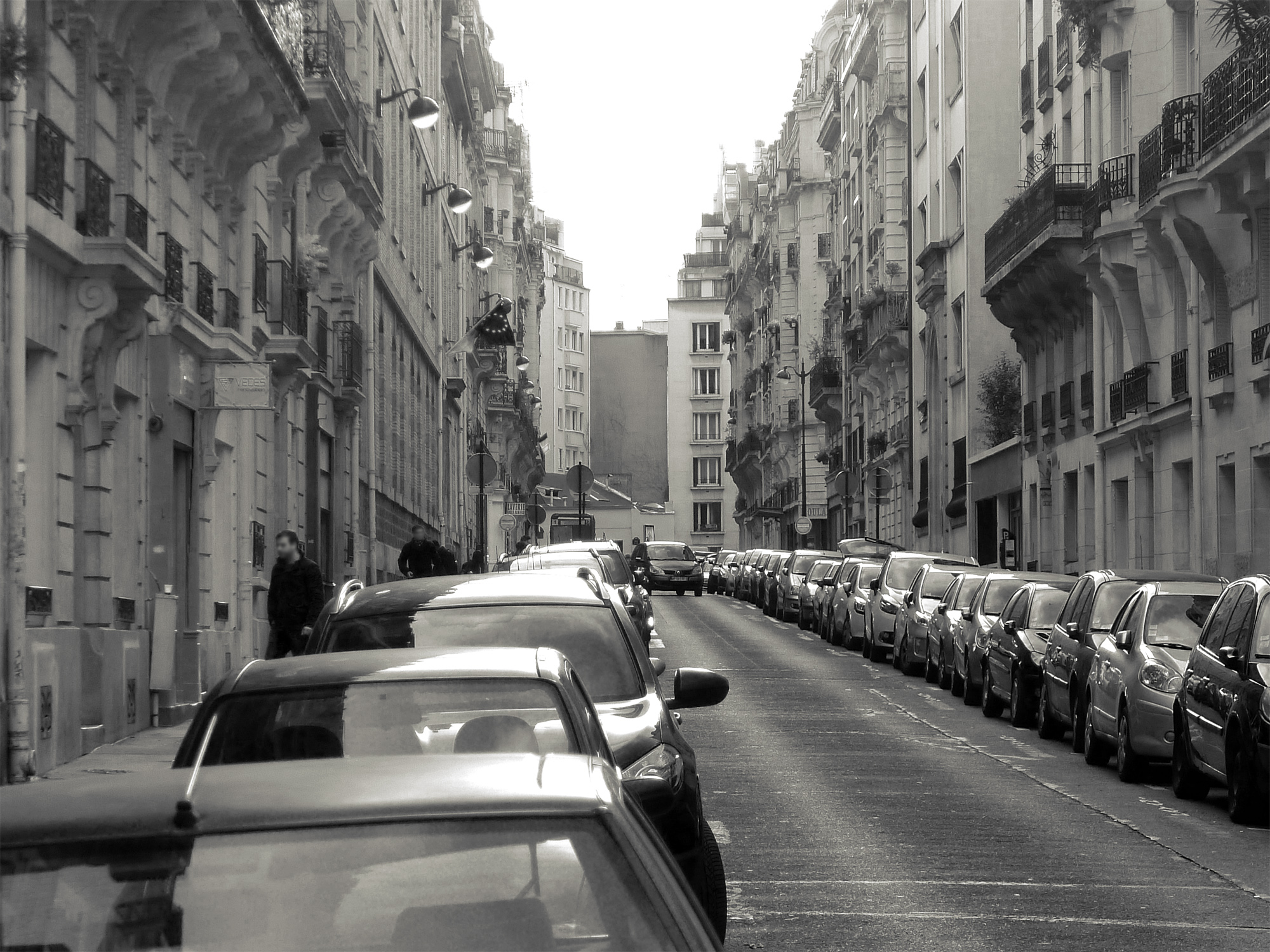
La rue possède de nombreux immeubles post-haussmanniens.

## Origine du nom
Elle porte le nom du sculpteur Antoine Coysevox (1640-1720). 

## Historique
La rue Coysevox est une voie publique ouverte en 1889 par la ville de Paris sur une partie du cimetière du Nord.
Elle prend sa dénomination actuelle par un arrêté du 18 avril 1890 et est classée dans la voirie de Paris par un arrêté du décret du 5 juillet 1893.
L'immeuble située au n°15 de la rue abrite le siège de l'Unapei. Le bâtiment fut à l'origine le site de l'usine-fabrique de l'entreprise Moynat, fabricant de bagages et de valises.

## Bâtiments remarquables et lieux de mémoire
- No 16 : collège Antoine-Coysevox.